# Grafo do rei
Na teoria dos grafos, um grafo do rei é um grafo que representa todos os movimentos legais da peça de xadrez do rei em um tabuleiro de xadrez, onde cada vértice representa um quadrado em um tabuleiro de xadrez e cada borda é um movimento legal. Mais especificamente, um grafo do rei {\displaystyle n\times m} é um grafo do rei de um tabuleiro de xadrez {\displaystyle n\times m}. É o grafo mapa formado a partir dos quadrados de um tabuleiro de xadrez, fazendo um vértice para cada quadrado e uma borda para cada dois quadrados que compartilham uma borda ou um canto. Também pode ser construído como o produto forte de dois grafos caminho.
Para um grafo do rei {\displaystyle n\times m} o número total de vértices é {\displaystyle nm} e o número de arestas é {\displaystyle 4nm-3(n+m)+2}. Para um grafo do rei quadrado {\displaystyle n\times n}, o número total de vértices é {\displaystyle n^{2}} e o número total de arestas é {\displaystyle (2n-2)(2n-1)}.
A vizinhança de um vértice no grafo do rei corresponde à vizinhança de Moore para autômato celular.
Uma generalização do grafo do rei, chamada de kinggraph, é formada a partir de um grafo quadrado pela adição de duas diagonais de cada face quadrilateral do grafo quadrado.